# Dorgali
Dorgali (sardinsky: Durgàli) je italská obec (comune) v provincii Nuoro v regionu Sardinie. Nachází se ve výšce 390 metrů nad mořem a má přibližně 8 300 obyvatel. Rozloha obce je 226,54 km².